# Hédi Timoumi
Hédi Timoumi (arabe : الهادي التيمومي), né le 13 janvier 1949 à Nasrallah près de Kairouan, est un historien et universitaire tunisien spécialiste de l'époque contemporaine.

## Biographie
Après des études à la faculté des sciences humaines et sociales de Tunis, il obtient un doctorat de troisième cycle de l'université Nice-Sophia-Antipolis en 1975 puis un doctorat d'État en 1997.
Professeur émérite à l'université de Tunis, il est l'auteur de plusieurs ouvrages de spécialité et co-auteur de quelques réflexions avec le poète palestinien Mahmoud Darwich et le penseur marxiste égyptien Samir Amin.
Ses recherches conduisent à une réflexion sur la fabrication du rapport social au passé, sur le statut de l'événement et sur les problèmes de l'écriture de l'histoire.
Théoricien de l'antimondialisme puis de l'altermondialisme, il préconise une manière de développementisme marxiste comme prolongement au tiers-mondisme de la guerre froide. Moins connu est le fait que sa grille de lecture économiste en fait un historien des « formes précapitalistes » de la Tunisie contemporaine.

## Engagement politique
Au cours de son parcours à l'université de Tunis au début des années 1970, il adhère au mouvement marxiste-léniniste Perspectives, relayé par l'organisation clandestine El Amal Ettounsi (L'Ouvrier tunisien). En 2018, il critique l'appel de l'Instance vérité et dignité à réviser l'histoire de la Tunisie qui traduit, à ses yeux, une méconnaissance des travaux académiques déjà menés par les spécialistes,.

## Publications

### Ouvrages
- (ar) النشاط الصهيوني بتونس : 1897  - 1948 [« L'activité sioniste en Tunisie : 1897-1948 »], Tunis, Med Ali,‎ 1982.
- (ar) نقّابات الأعراف التونسيّين : 1932-1955 [« Les syndicats des patrons tunisiens : 1932-1955 »], Tunis, Med Ali,‎ 1983.
- (ar) إنتفاضات الفلاحين في تاريخ تونس المعاصر : مثال 1906 [« La révolution des paysans en Tunisie contemporaine : l'exemple de 1906 »], Carthage, Beït El Hikma,‎ 1994.
- (ar) الجدل حول الإمبرياليّة منذ بداياته إلى اليوم [« À propos de l'impérialisme »] (préf. Samir Amin), Tunis, Med Ali,‎ 1994.
- (ar) تاريخ تونس الإجتماعي : 1881-1956 [« L'histoire sociale de la Tunisie : 1881-1956 »], Tunis, Med Ali,‎ 1997.
- (ar) المغيّبون في تاريخ تونس الإجتماعي [« Les bannis dans l'histoire sociale de la Tunisie »], Carthage, Beït El Hikma,‎ 1999.
- (ar) الإستعمار الرأسمالي و التشكيلات الإجتماعيّة ما قبل الرأسماليّة. الكادحون الخمَّاسة في الأرياف التونسيّة : 1861-1943 [« Colonialisme impérialiste et les formations sociales pré-capitalistes en Tunisie : 1861-1943 »], Tunis, Faculté des sciences humaines et sociales de Tunis,‎ 1999.
- (ar) في أصول الحركة القوميّة العربيّة : 1839-1920. نحو إعادة التأويل [« Aux origines du nationalisme arabe : 1830-1920 »], Tunis, Med Ali,‎ 2002.
- (ar) مفهوم التاريخ و تاريخ المفهوم في العالم الغربي من النهضة إلى العولمة [« Le concept de l'histoire dans le monde occidental depuis la Renaissance jusqu'à nos jours »], Tunis, Med Ali,‎ 2003.
- (ar) مفهوم الإمبرياليّة من عصر الإستعمار العسكري إلى العولمة [« L'impérialisme : de l'ère du colonialisme à l'ère de la mondialisation »], Tunis, Med Ali,‎ 2004En collaboration avec Samir Amin
- (ar) الغائب في تأويلات "العمران البشري" الخلدوني [« Le chaînon manquant dans la pensée d'Ibn Khaldoun »], Tunis, Med Ali,‎ 2007.
- (ar) نظريات المعرفة التاريخيّة و فلسفات التاريخ في العالم الغربي-في النصف الثاني من القرن العشرين [« Les théories de la connaissance historique et les philosophies de l'histoire dans le monde occidental dans la seconde moitié du XXe siècle »], Carthage, Beït El Hikma,‎ 2008[8].
- (ar) تونس و التحديث : أول دستور في العالم الإسلامي [« La Tunisie et la modernisation : la première Constitution du monde islamique »], Tunis, Med Ali,‎ 2009[9].
- (ar) تونس في التاريخ من جديد : 14 جانفي 2011 [« De nouveau en histoire : la Tunisie du 14 janvier 2011 »], Tunis, Med Ali,‎ 2011.
- (ar) تونس : 1956-1987 [« La Tunisie de 1956 à 1987 »], Tunis, Cenatra/Med Ali,‎ 2011.
- Généalogie d'un retard historique : le Maghreb pré-moderne, Tunis, Med Ali, 2011.
- (ar) خدعة الإستبداد الناعم في تونس، 23 سنة من حكم بن علي [« La tromperie du « despotisme doux » : Ben Ali et ses 23 ans de règne sur la Tunisie »], Tunis, Med Ali,‎ 2013.
- (ar) كيف صار التونسيّون تونسيّين؟ [« Comment les Tunisiens sont-ils devenus Tunisiens ? »], Tunis, Med Ali,‎ 2015[10].
- (ar) "تعليم الجهل" في عصر العولمة  و الإصلاح التربوي بتونس [« L'enseignement de l'ignorance à l'ère de la mondialisation et la réforme éducative en Tunisie »], Tunis, Med Ali,‎ 2016[11].
- (ar) نقابة رجال الأعمال التونسيّين : صراع طبقات أو صراع حوارات [« Le syndicat des patrons tunisiens de 1929 à 1972 »], Tunis, Med Ali,‎ 2017[12].
- (ar) إلى السّاسة العرب، إرفعوا أياديكم عن تاريخنا [« Appel aux politiciens arabes : laissez l'histoire aux historiens »], Tunis, Med Ali,‎ 2017[13].
- (ar) اليسار العالمي  أمام تحديات الراهن [« La Gauche internationaliste face au défi du présent »], Tunis, Med Ali,‎ 2019[14].
- (ar) موسوعة الربيع العربي في تونس 2010-2020، الجزء الأول : 2011 سنة كل المخاطر [« L'encyclopédie du Printemps arabe en Tunisie (2010-2020) »], t. I : 2011 ou l'année de tous les risques, Tunis, Med Ali,‎ 2019[15].
- (ar) موسوعة الربيع العربي في تونس 2010-2020، الجزء الثاني٠ حكومة الترويكا الأولى أو "يوطوبيا" الخلافة السادسة [« L'encyclopédie du Printemps arabe en Tunisie (2010-2020) »], t. II : De décembre 2011 à mars 2013 : premier gouvernement de la troïka ou l'utopie du sixième califat, Tunis, Med Ali,‎ 2020.
- (ar) موسوعة الربيع العربي في تونس 2010-2020، الجزء الثالث٠ حكومة الترويكا الثانية أو عندما تحافر الجراح الغابرة [« L'encyclopédie du Printemps arabe en Tunisie (2010-2020) »], t. III : De mars 2013 à janvier 2014 : deuxième gouvernement de la troïka ou lorsque les blessures à vif sont creusées, Tunis, Med Ali,‎ 2021.

### Traductions
- (ar) Mohamed Salah Mzali, L'Évolution économique de la Tunisie, traduit du français par Hédi Timoumi, Carthage, Beït El Hikma, 1990.
- (ar) Fernand Braudel, Grammaire des civilisations, traduit du français par Hédi Timoumi, Beyrouth, Organisation arabe pour la traduction, 2014.
- (ar) Jacques Le Goff, Faut-il vraiment découper l'histoire en tranches ?, traduit du français par Hédi Timoumi, Beyrouth, Organisation arabe pour la traduction, 2016.